# Whiteway (Terre-Neuve-et-Labrador)
Whiteway est un district de services locaux de Terre-Neuve-et-Labrador, au Canada.
Whiteway est une municipalité située dans la province de Terre-Neuve-et-Labrador, dans le sud-est de Terre-Neuve.